# 馬爾科·庫辛
馬爾科·庫辛（義大利語：Marco Cusin，1985年2月28日—），意大利籃球運動員，現在效力於意大利籃球聯賽球隊瓦諾利籃球俱樂部。他也代表意大利國家籃球隊參賽。